# Vestdanmark
Vestdanmark er en politisk-geografisk betegnelse for den del af Danmarks areal, der ligger vest for Storebælt, og derved omfatter Jylland og Fyn. Betegnelsen står dermed i kontrast til Østdanmark.